# Helioctamenus curticornis
Helioctamenus curticornis es una especie de coleóptero de la familia Zopheridae.

## Distribución geográfica
Habita en Egipto.